# نوینکیرشن-زلشاید
نوینکیرشن-زلشاید (به آلمانی: Neunkirchen-Seelscheid) یک شهر در آلمان است که در راین-زیگ واقع شده‌است. نوینکیرشن-زلشاید ۲۰٬۹۴۶ نفر جمعیت دارد.